# Unió amb pern

Bullonatura

La unió amb pern o unió per cargol, significa, la unió de les diferents peces d'un conjunt mitjançant cargols. És un procés tecnològic per a realitzar unions entre components d'una estructura, a través de l'aplicació de perns. A diferència del reblat, les unions cargolades són desmuntables. La unió amb pern pot ser assimilada a un ressort que es comprimeix entre les dues superfícies de contacte que generen una fricció que evita que llisqui. Per tant, la unió no està garantida per la presència del pern que impedeix el tall a causa que el plançó del pern fins i tot no ha de tocar les vores del forat en el qual s'insereix.
Els primers elements de fixació amb rosca, van començar a ser utilitzat en l'antiga Roma al començament del mil·lenni. No obstant això, a causa del seu alt cost, només s'utilitzen en joieria, instruments mèdics i altres productes refinats.

## Història
Durant molt temps es va pensar que la connexió roscada, juntament amb la roda i l'engranatge, és el gran invent de la humanitat, no té analogia en la naturalesa. No obstant això, en 2011, un grup de científics de l' Institut de Tecnologia de Karlsruhe, publicat a la revista Ciència article sobre l'estructura de les articulacions en els escarabats corcs espècies Trigonopterus oblongus habiten Nova Guinea. Es va trobar que aquests escarabats cames connectats amb el cos a través del trocànter, que es cargola al coc (bowl) - insectes de maluc analògica. A la superfície de les projeccions trocànter situat, semblant a un cargol cònic. Al seu torn, coques de superfície també està proveïda d'un rebaix roscat. Aquesta connexió proporciona una fixació fiable extremitats que articula i garanties líders arbòria d'insectes més estabilitat.